# Vatroslav Jagić
Vatroslav Jagić (AFI: [ʋǎtroslaʋ jǎːɡitɕ]; 6 de julio de 1838–5 de agosto de 1923) fue un filólogo croata de eslavística de la segunda mitad del siglo XIX.

## Biografía
Jagić nació en Varaždin (entonces conocida por su topónimo alemán de Warasdin), donde cursó los estudios primarios. También empezó en dicha ciudad los estudios secundarios, pero los terminó en el gimnasio (instituto) de Zagreb. Con un particular interés en la filología, se trasladó a Viena, donde estudió eslavística con Franc Miklošič. Continuó sus estudios y defendió su tesis doctoral Das Leben der Wurzel 'dê in Croatischen Sprachen en Leipzig (Alemania) en 1871.
Tras concluir sus estudios, Jagić volvió a Zagreb, donde trabajó de profesor de instituto entre 1860 y 1870.
En 1869, Jagić fue elegido miembro pleno de la Academia Yugoslava de Ciencias y Artes (actualmente, Academia Croata de Ciencias y Artes) y miembro correspondiente de la Academia Rusa de Ciencias de San Petersburgo. Al año siguiente, entró como profesor de eslavística en la Universidad de Odesa (Universidad de Novorossiysk). En 1874, se mudó a Berlín, donde fue el primer profesor de eslavística en la Universidad Humboldt de Berlín. Jagić ocupó este puesto hasta 1880, cuando se volvió a mudar para ser profesor en la Universidad de San Petersburgo.
En 1886, volvió a Viena, donde sus estudios empezaron a suponer un relevo generacional respecto del conferenciante Miklošič, ya en edad de jubilación, en la Universidad de Viena. Allí, siguió impartiendo clases, investigando y publicando hasta que él también se jubiló en 1908.
Jagić falleció en Viena, pero sus restos fueron trasladados a su Varaždin natal.

## Obras
Sus obras sobre lengua y literatura empezaron a publicarse en los informes del instituto donde trabajaba. En 1863, fundó la revista Književnik junto con los también investigadores Josip Torbar y Franjo Rački. En esta revista, publicó varios artículos sobre la problemática de la gramática, la sintaxis y la historia de la lengua empleada por los croatas. Sus obras llamaron la atención en la Academia Yugoslava de las Ciencias y las Artes, fundada en Croacia en 1866.Sus trabajos y polémicas se centraron principalmente en los verbos, la paleografía, la pronunciación, la poesía popular y sus fuentes. Por aquel entonces, empezó a publicar una colección de las obras de escritores croatas históricos.
En Berlín, publicó para el Archiv für slavische Philologie ("Archivo de Filología Eslava") a lo largo de 45 años. La publicación atrajo a estudiosos y profanos al estudio de los eslavos, incrementando su interés en las lenguas eslavas y en la cultura eslava. También confirmó la importancia de los estudios eslavos, su metodología y su validez como disciplina académica.
Durante su estancia en Viena, su intención fue la creación de una enciclopedia relacionada con la filología eslava. Esta idea lo impulsó a escribir Istorija slavjanskoj filologii ("Historia de la filología eslava"). Este libro se publicó en San Petersburgo en 1910 y contiene el estudio retrospectivo del desarrollo de la eslavística a lo largo del siglo XIX.
La obra de Jagić es notable tanto en alcance como en calidad. El lingüista croata Josip Hamm comentó que las obras completas de Jagić podrían llenar más de cien volúmenes.
Entre sus alumnos más célebres, se puede citar al eslavista polaco Aleksander Brückner y al poeta y académico ucraniano Iván Frankó.

### Obras selectas
- Jagić, Vatroslav (1883). Quattuor Evangeliorum versionis palaeoslovenicae Codex Marianus Glagoliticus, characteribus Cyrillicis transcriptum. Berlin: Weidmann.

## Premios y reconocimientos
Miembro de todas las grandes asociaciones europeas, clérigo de paz de la Orden Pour le mérite, miembro de la Cámara de los Lores (1891).

## Intereses
Jagić se interesó especialmente por el antiguo eslavo eclesiástico, y concluyó que no se originó en la llanura panónica central, como afirmaban muchos expertos, sino en el sur de Macedonia. También se interesó por la vida y obra del misionero católico croata Juraj Križanić (1618–1683), considerado el primer paneslavista.